# Sestercio

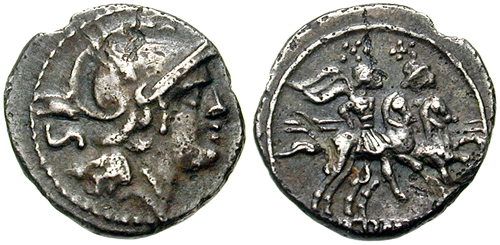
Sestercio de plata. Anv: Cabeza de Roma con casco, IIS detrás. Rev: Dioscuros cabalgando y la inscripción ROMA.

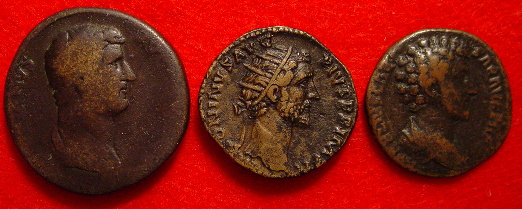
Sestercio de bronce de Adriano, dupondio de bronce de Antonino Pío y as de cobre de Marco Aurelio.

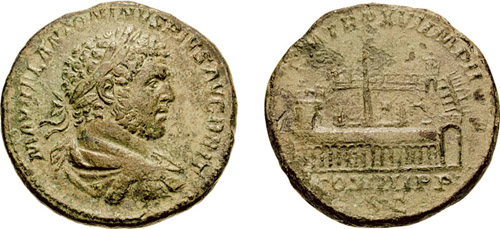
Sestercio de bronce de Caracalla (198-217). Anv: Busto laureado. Rev: Carrera de carros en el Circo Máximo, con detalle de la espina y el obelisco.

El sestercio (del latín singular sestertius y plural sestertii) es una moneda de la Antigua Roma. Durante el período republicano era una moneda pequeña de plata emitida solo en raras ocasiones. Durante el período imperial, era una moneda grande de latón.
El nombre sestercio significa «dos y medio», en referencia a su valor nominal de dos ases y medio (una moneda romana de bronce). Este valor era útil para el comercio porque equivalía a un cuarto de denario, una moneda que equivalía a diez ases. El nombre deriva de semis, «mitad» y tertius , «tercio».
Una abreviatura moderna para los valores en sestercios es IIS (Unicode 𐆘), en la que el número romano II va seguido de S (semi), y todo tachado. Sin embargo, dado que este símbolo y las letras tachadas no siempre son convenientes, se puede usar HS en su lugar, donde la barra horizontal de la «H» representa el tachado del número II, en lugar de la letra H.
Solía ir marcado con las letras LLS (duae librae et semis, «dos libras y medio as»), rememorando al as libral, o también con I·IS o HS. 

## Historia
Se introdujo como una pequeña moneda de plata que formaba parte del nuevo sistema monetario introducido en el año 212 a. C., que sustituyó al cobre como patrón monetario basado en el as. Este nuevo sistema monetario estaba formado, además de por el sestercio, por el denario, el quinario y el as, con el siguiente cuadro de equivalencias:
| Equivalencias entre monedas romanas |         |          |           |     |        |
|                                     | Denario | Quinario | Sestercio | As  | Metal  |
| Denario (símbolo X)                 | 1       | 2        | 4         | 10  | Plata  |
| Quinario (símbolo V)                | 1/2     | 1        | 2         | 5   | Plata  |
| Sestercio (símbolo IIS)             | 1/4     | 1/2      | 1         | 2,5 | Plata  |
| As (símbolo I)                      | 1/10    | 1/5      | 2/5       | 1   | Bronce |

La reforma monetaria, que elevó el valor del denario a 16 ases, afectó por igual al sestercio sin variar su proporción respecto al denario, por lo cual pasó a valer cuatro ases.
En el año 23 a. C., la reforma monetaria de Augusto transformó el sestercio en una gran moneda de aleación de latón, mientras que el as, ahora de cobre, valía la cuarta parte de un sestercio. Augusto fijó el valor del sestercio en una centésima parte del áureo. El sestercio se produjo como la mayor denominación en bronce hasta finales del siglo III. La mayoría se acuñaron en la ceca de Roma, pero a partir del año 64, durante el reinado de Nerón (54-68) y Vespasiano (69-79 d. C.), la ceca de Lyon (Lugdunum) complementó la producción.
En la época imperial, el sestercio se acuñaría en dobles series de bronce y latón (oricalco), éstos con un peso entre 25 y 28 gramos, medir entre 32 y 34 mm de diámetro y unos 4 mm de grosor. La distinción entre bronce y latón era importante para los romanos. Al latón lo denominaban orichalcum (oricalco), también deletreado aurichalcum (en alusión a la palabra "aureus" para moneda de oro), que significa "oro-cobre", por su aspecto brillante y dorado cuando las monedas estaban recién acuñadas.
El oricalco se consideraba, en peso, aproximadamente el doble de valioso que el cobre. Por eso el medio sestercio, el dupondio, tenía aproximadamente el mismo tamaño y peso que el bronce, pero valía dos ases.
Aunque los sestercios continuaron acuñándose hasta finales del siglo III, se produjo un notable deterioro de la calidad del metal utilizado, el peso (hasta 20-22 g) y el acuñado, a pesar de que los retratos siguieron siendo importantes. Los emperadores posteriores recurrieron cada vez más a la fundición de los sestercios más antiguos, un proceso que provocó la pérdida gradual del componente de cinc al quemarse con las altas temperaturas necesarias para fundir el cobre, ya que el zinc funde a 419 °C y hierve a 907 °C, mientras que el cobre funde a 1085 °C. El déficit se compensaba con bronce e incluso plomo. Por ello, los sestercios posteriores suelen tener un aspecto más oscuro y se fabrican a partir de cospeles preparados de forma más tosca.
El impacto gradual de la inflación causada por el envilecimiento de la moneda de plata significó que el poder adquisitivo del sestercio y de las denominaciones más pequeñas como el dupondio y el as se redujo constantemente. En el siglo I, el dupondio y el as dominaban el cambio diario, pero en el siglo II, con la inflación, el sestercio se convirtió en el cambio dominante. En el siglo III, las monedas de plata contenían cada vez menos plata y más cobre o bronce. Hacia los años 260 y 270, la unidad principal era el doble denario, el antoniniano, pero para entonces estas pequeñas monedas eran casi todas de bronce. Aunque estas monedas valían teóricamente ocho sestercios, el sestercio medio valía mucho más en términos del metal que contenía.
Algunos de los últimos sestercios fueron acuñados por Aureliano (270-275). Durante el final de su emisión, cuando los sestercios se redujeron en tamaño y calidad, el doble sestercio fue emitido primero por Trajano Decio (249-251) y más tarde, en gran cantidad, por el gobernante de un régimen disidente en Occidente, Póstumo (259-268), que a menudo, utilizaba sestercios viejos desgastados para sobregrabar su imagen y leyendas. El sestercio doble se distinguía del sestercio por la corona radiada que llevaba el emperador, un recurso utilizado para distinguir el dupondio del as y el antoniniano del denario.
Con el tiempo, muchos sestercios fueron retirados por el Estado y por falsificadores, para fundirlos y fabricar el degradado antoniniano, lo que empeoró la inflación. En las reformas monetarias del siglo IV, el sestercio no desempeñó ningún papel.
Sus motivos suelen mostrar la imagen del emperador o algún pariente en el anverso, y en el reverso se suele conmemorar algún acontecimiento militar o político destacado. Entre las monedas más destacadas artísticamente de las series de emperadores, se encuentran los grandes sestercios de latón.
Es frecuente encontrar la grafía sextercio (etimológicamente incorrecta), a pesar de que la única reconocida por la Real Academia Española es «sestercio».

## El sestercio como unidad
El sestercio también se usó como una unidad de cuenta estándar y se representó en las inscripciones con el monograma HS. Se registraron grandes valores en términos de sestertium milia, miles de sestercios. Plinio el Viejo dijo que el rico general y político de la República romana tardía, Publio Licinio Craso, que venció a Espartaco, tenía «propiedades por valor de 200 millones de sestercios», el hombre más rico de la Roma de su tiempo, después de Lucio Cornelio Sila; aunque Plutarco estimaba que equivalían a 7100 talentos, es decir, 170 millones de sestercios. Otra gran fortuna le perteneció a Demetrio de Gadara, un liberto de Pompeyo, quien llegó a amasar unos 100 millones de sestercios en propiedades. Respecto de caudillos como Sila, Cayo Mario, Lucio Licinio Lúculo o Cneo Pompeyo Magno, todos tuvieron fortunas que sobrepasaron largamente los cien millones. Sobre Cayo Julio César, se ha estimado que el botín conseguido en la guerra de las Galias y presentado en su triunfo podía valer entre 600 y 1750 millones de sestercios. Se sabe que Pompeyo dejó una herencia estimada en 700 millones de sestercios.
Durante el Alto Imperio romano, las mayores fortunas conocidas pertenecieron a Cneo Cornelio Léntulo Augur (fallecido en el año 25) y Narciso (año 54) con 400 millones de sestercios cada uno; Lucio Volusio Saturnino (año 25), Séneca (año 65), Quinto Vibio Crispo (año 83 o 93) y Marco Antonio Palas (año 62) con 300 millones de sestercios cada uno; el emperador Tácito (año 275) con 280 millones de sestercios; Cayo Julio Licinio (año 14) con 200 a 300 millones de sestercios; Augusto (año 14) con 250 millones de sestercios; Cayo Julio Calisto (año 52), Tito Clodio Eprio Marcelo (año 79) y Cayo Salustio Crispo Pasieno (año 47) con 200 millones de sestercios cada uno; Marco Gavio Apicio (año 28) con 110 millones de sestercios; Tiberio (año 37) con al menos 100 millones de sestercios; Tiberio Claudio Hiparco de Atenas (año 81) y Lucio Tario Rufo (año 14) con 100 millones de sestercios cada uno; Cayo Cecilio Isidoro (8 a. C.) y Marco Aquilio Régulo (105) con 60 millones de sestercios cada uno. Plinio el Joven mencionaba que la fortuna promedio de un senador de la época era de unos 15 millones de sestercios en propiedades.
Según los Anales de Tácito, a los soldados del ejército del Rin, que se alzaron contra Tiberio, se les pagaban diez ases por día, de los cuales tenían que pagar, entre otras cosas, sus propios uniformes. Exigieron que se les pagara un denario al día, y lo consiguieron.
Los registros de Pompeya muestran que se vendió un esclavo en una subasta por más de 6000 sestercios. También una tableta de escritura de Londinium, fechada en c.75-125, que registra la venta de una esclava llamada Fortunata por 600 denarios, igual que a un hombre llamado Vegeto por la cantidad de 2400 sestercios.

## El valor del sestercio para los numismáticos

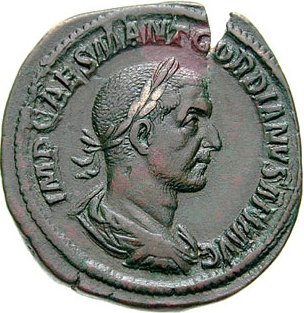
Sestercio de bronce con el busto del emperador Gordiano I.

Los numismáticos valoran mucho los sestercios, ya que su gran tamaño les dio a los celatores (grabadores) un área grande para producir retratos detallados y tipos inversos. Los más célebres son los producidos para Nerón entre los años 64 y 68, creados por algunos de los grabadores de monedas más consumados de la historia. Los retratos más realistas de este emperador, y los elegantes diseños inversos, impresionaron mucho e influyeron en los artistas del Renacimiento. La serie emitida por Adriano entre 117 y 138, que registra sus viajes por el Imperio romano, cuya representación es el apogeo del Imperio e incluye la primera imagen en un moneda de la figura de Britania, siglos más tarde fue revivida por el rey inglés Carlos II, y continúa apareciendo en las monedas del Reino Unido.
Como resultado del cese de la producción y las retiradas de circulación en el siglo IV, los sestercios son menos comunes en comparación con otras monedas de bronce romanas. Los ejemplares con detalles precisos, a menudo tienen altas primas en subastas.

## Ejemplos de sestercios
- Sestercio de Claudio: Tiberius Claudius Nero Drusus Germanicus, emperador de 41 a 54.
- Sestercio de Adriano: Publius Aelius Hadrianus, emperador de 117 a 138.
- Sestercio de Gordiano III: Marcus Antonius Gordianus, emperador de 238 a 244.
- Sestercio de Trajano: Marcus Vlpius Traianus, emperador de 98 a 117.[17]

### Primaria
Los libros son citados en números romanos y capítulos y párrafos en números arábigos. Entre paréntesis se usaron los apellidos de los editores o traductores de las ediciones usadas para indicar las páginas.
- Plinio el Viejo. Historia Natural. Libro XXXIII. Véase en Jones, William Henry Samuel; Eicholz, D. E. (1938). Pliny. Natural history: Books XXXIII-XXXV (en inglés). Cambridge: Harvard University Press.
- Plutarco. Vida de Craso. Parte de Vidas paralelas. Véase en Perrin, Bernadotte (1916). The Parallel Lives by Plutarch (en inglés) III. Cambridge: Loeb Classical Library.
- Tácito. Anales. Libros I y II. Véase en Woodman, A. J. (2004). Tacitus. The Annals (en inglés). Indianápolis: Hackett. ISBN 9781603840156.

### Moderna
- Duncan-Jones, Richard (1982). The economy of the Roman Empire: quantitative studies (en inglés). Cambridge: Cambridge University Press.
- Kennedy, Benjamin Hall (1930). The Revised Latin Primer (en inglés). Londres: Longmans.
- MacKenzie, Donald C. (1983). «Pay Differentials in the Early Empire». Classical World (en inglés) LXXVI (5): 267-273.
- Marshall, B. A. (1976). Crassus: A Political Biography (en inglés). Ámsterdam: A. M. Hakkert. ISBN 9789025606923.
- Tan, James (2017). Power and Public Finance at Rome, 264-49 BCE (en inglés). Oxford: Oxford University Press. ISBN 9780190639570.
- Winters, Jeffrey A. (2011). Oligarchy (en inglés). Londres: Cambridge University Press. ISBN 9781139495646.